# Lux Pascal
Lux Pascal (Orange County, 4 juni 1992) is een Chileens-Amerikaans actrice.
Pascal is een telg van de aristocratische Balmaceda-familie. Ze groeide op in Californië en vanaf haar 5e in Chili, als jongste van vier kinderen; acteur Pedro Pascal is een van haar broers.
Ze acteert sinds 2011 en is vooral bekend van de Chileense series Veinteañero a los 40 en Juana Brava en van de film El Príncipe (2019).
In 2021 kwam ze uit als transvrouw en liet ze haar naam veranderen.
- Biblioteca Nacional de España: XX6122734
- Virtual International Authority File: 1298161332374252420004
- WorldCat: E39PBJk4HqbKjBBgB8jPh6DH4q